# Lathyrus berteroanus
Lathyrus berteroanus là một loài thực vật có hoa trong họ Đậu. Loài này được Savi miêu tả khoa học đầu tiên.